# Paul Zane Pilzer
Paul Zane Pilzer (Brooklyn, 17 gennaio 1954) è un saggista, economista e professore universitario statunitense.
È stato consigliere economico alla Casa Bianca. Tra i suoi best seller La rivoluzione del benessere e La nuova rivoluzione del benessere. È stato professore per oltre vent'anni alla New York University.
Ha scritto 11 libri, è stato fondatore di 6 aziende e ha pubblicato oltre 100 articoli sul The Wall Street Journal.

## Punto di vista economico
Pilzer, nel libro del 1991 Unlimited Wealth, ha criticato le teorie economiche tradizionali basate sulla scarsità: la terra contiene un fisso, una quantità limitata di risorse e la funzione dell'economia (il capitalismo, il socialismo, il comunismo) è quello di suddividerli meglio "Non c'è da stupirsi,", ha detto Pilzer in Illimitata ricchezza, "che l'economia sia chiamata la 'scienza triste.'" Al contrario, Pilzer ha offerto una nuova teoria, chiamata Economia Chimica basata sull'abbondanza: la terra contiene le risorse illimitate a causa dell'ingegno umano, capace di creare continuamente nuove risorse e/o imparare come ottenere e utilizzare le nostre risorse esistenti meglio. L'equazione centrale di Economia Chimica è W = P x Tn:. Ricchezza = Risorse fisiche per Tecnologia, e Tecnologia ha un effetto moltiplicatore esponenziale su se stesso.
Pilzer ha iniziato a sviluppare l’Economia Chimica nel 1975 come studente laureato alla Wharton School of the University of Pennsylvania, quando teologicamente non riusciva ad accettare la posizione del suo professore, che Dio aveva creato un mondo di crescente popolazione, ma con le risorse limitate. Nel corso dei successivi 15 anni, ha sviluppato l'Economia Chimica mentre lavorava alla Citibank (1976-1981)), insegnando presso la New York University (1979-2000)) e servire come un consigliere economico designato nel dell'amministrazione presidenziale di Ronald Reagan (1983-1988).
Pilzer ha pubblicato la sua teoria di Economia Chimica nel libro Unlimited Wealth - The Theory and Practice of Economic Alchemy (Crown Publishers, 1990) e in God Wants You To Be Rich - Theology of Economics (Simon & Schuster, 1995, 1997, 2007).
Pilzer ha anche scritto su occupazione, sul sistema sanitario degli Stati Uniti, sul benessere e l'economia della condivisione. Nel 1985, ha testimoniato davanti un'audizione al Congresso degli Stati Uniti e da allora ha promosso l'idea che i lavoratori dovrebbero avere, una copertura assicurativa sanitaria personale indipendentemente dalla loro occupazione, ma finanziato dalle imposte pagate dal datore di lavoro.
Nel 1996, ha cominciato a fare ricerche sulla divario presente in America in base al peso e la salute. Dal 1999-2014 ha scritto cinque libri sull'economia associata all'obesità, l'assicurazione sanitaria, medicina preventiva, e benessere.
Pilzer è stato chiamato il "padre della Health Savings Accounts".
Nel 2003, gli viene dedicata la prima pagina del Sunday New York Times a Pilzer come "l'economista dell'amministrazione Reagan diventa guru del benessere"."
Pilzer si dedica attualmente ciò che egli chiama The Sharing Revolution. "Mentre l'economia della condivisione sta usando la tecnologia per dimezzare il prezzo di ciò che si desidera acquistare," afferma Pilzer, "la rivoluzione condivisione è di raddoppiare il valore di ciò che già possiedono o sono in procinto di acquistare. Uber e Airbnb non sono solo la metà del prezzo dei servizi (taxi e hotel), per il consumatore sono due volte più prezioso."

## Vita privata
Pilzer è nato a Brooklyn, New York nel 1954 da genitori immigrati, Miriam ed Elias Pilzer. Si è laureato alla Paul D. Schreiber High School di Port Washington, New York nel 1971.
Ha sposato Lisa Dang il 17 gennaio 2000. Hanno quattro figli e vivono a Park City, Utah. Pilzer aiutato per l'avvio del Tempio Har Shalom a Park City nel 1995 e ha fatto il rabbino laico finché è stato assunto nel 2002 come rabbino a tempo pieno.

## Carriera

### Istruzione
Pilzer ha conseguito una laurea in Giornalismo presso la Lehigh University nel 1974 all'età di 20 anni e un MBA presso la Wharton School dell'Università della Pennsylvania nel 1976.
Era un professore a contratto presso la New York University (1979-2000), dove ha ricoperto il ruolo di Presidente del Dipartimento di Real Estate Finance. Ha ricevuto un dottorato honoris causa in Public Service al Parker College (ora Parker University) nel 2004.
Pilzer servito come redattore 1979-1995 del Real Estate Review pubblicato dalla New York University e Real Estate Finance Journal pubblicato dalla Wharton Business School.
Egli è l'autore di 16 articoli accademici. Ha servito come docente presso Università statale di Mosca in Russia (1985-1991), Università di Pechino (2009), e l'Università di Hong Kong (2013).

### Settore bancario
Pilzer è stato impiegato da Citibank (1976-1981), dove ha lavorato per la tecnologia di pagamento EFT, per la gestione della banca e partecipazioni immobiliari. In Citibank divenne quadro nel 1976 e vice presidente nel 1980.

### Settore immobiliare
Nel 1981, Pilzer ha cofondato Zane May Interests a Dallas, in Texas. Dal 1981-1989, Zane May Interests sviluppò 66 progetti negli Stati Uniti e nell'ex Unione Sovietica. GE Capital presentò l'azienda nel 1989, nella sua rivista mensile, Financial Enterprise—The Magazine of GE Capital.

### Settore istruzione
Pilzer era uno studente-insegnante in informatica dal 1975-1976 presso l'Università della Pennsylvania. La sua tesi di laurea è stata la costruzione di una macchina didattica interattiva su un computer mainframe. Ha scritto sulla copertina della sua tesi: "Un giorno questa tecnologia sarà utilizzata per portare convenientemente il miglior insegnante di ogni materia per ogni studente."
Nel 1989, Pilzer ha fondato Zane Publishing, un editore di CD-ROM per l'educazione ed è stato suo amministratore delegato e publisher fino a quando la società venne quotata nel 1995 (NASD: ZANE).
Nel 2005, Pilzer ha cofondato L'American Academy, un liceo online per seguire gli studenti che abbandonano la scuola superiore in collaborazione con la loro scuola superiore pubblica locale. Pilzer è stato presidente della American Academy 2005-2008.
Nel 2010, Pilzer ha fondato Zane Prep, Inc. che distribuisce i programmi Zane Math e altri STEM (scienza, tecnologia, ingegneria e matematica) attraverso i centri doposcuola Zaniac.
Nel 2015 Zane Prep aveva aperto nove sedi aziendali Zaniac Learning Center e in franchising e Pilzer e la società sono stati illustrati in pubblicazioni nazionali che vanno dal The Boston Globe per CNBC per U.S. News and World Report.
La rivista Franchise Times ha confrontato Pilzer e Elon Musk, e ha citato Pilzer che parlava di dicendo circa Zaniac Instructors: "Noi non assumiamo per $ 40 l'ora un maestro e lo facciamo pagare a $ 80, "ha detto, in tono piatto. "Assumiamo futuri premi Nobel."

### Settore assicurazione sanitaria
Nel 1999, Pilzer ha fondato Extend Health per creare singole polizze di assicurazione sanitaria, con la contribuzione attraverso i datori di lavoro..
Il 6 gennaio 2012, Extend Health ha presentato una IPO, ma è stata acquisita da Towers Watson per 435 milioni di dollari, il 29 maggio 2012..
Nel 2006, Pilzer ha fondato Zane Benefits, Inc. per offrire, tramite il contributo del datore di lavoro, benefici per la salute ai datori di lavoro degli Stati Uniti attraverso un Software-as-a-Service (SAAS), chiamato ZaneHealth. ZaneHealth permette a piccoli imprenditori e intermediari, di offrire ai dipendenti assicurazioni sanitarie, tramite scambi di assicurazioni sanitarie private. ZaneHealth aiuta i datori di lavoro nel trasferimento dei rischi di assicurazione sanitaria dei propri dipendenti al governo federale ed è stato oggetto di articoli in prima pagina del The Wall Street Journal USA Today, e il New York Times.

### Settore fitness
Come riportato nella rivista Club Business International nel 2008, Pilzer ha criticato l'industria del fitness per la ristorazione, soprattutto per adattarsi agli individui e manca l'opportunità di servire una popolazione internazionale obesa crescente..
Nel 2008, Pilzer è stato uno dei principali oratori per Planet Fitness e, nel 2010, la moglie di Pilzer, Lisa Dang Pilzer, ha creato un franchisee per Planet Fitness nella zona di Salt Lake City, Utah.

## Libri e pubblicazioni
- Other People's Money – The Inside Story of the S&L Mess by Paul Zane Pilzer with Robert Deitz (Simon & Schuster, 1989). Traces the history of savings (deferred gratification for immigrants) through the modern banking system. Reviewed by The New York Times and The Economist magazine.[42][43][44]
- Unlimited Wealth – The Theory and Practice of Economic Alchemy by Paul Zane Pilzer (Crown Publishers, 1990). Explains how we live in a world of unlimited physical resources because of rapidly advancing technology. After reading Unlimited Wealth, the late Sam Walton, founder of Walmart, said that he was "amazed at Pilzer's business capacity" and his "ability to put it into layman's terms."[45]
- God Wants You To Be Rich – The Theology of Economics by Paul Zane Pilzer (Simon & Schuster, 1995, 1997, 2007). Explains how the foundation of our economic system is based on our Judeo-Christian heritage. Featured on the front page of The Wall Street Journal and on television shows ranging from 60 Minutes to First Person with Maria Shriver.
- The Next Trillion – Why the wellness industry will exceed the $1 trillion health care (sickness) industry in the next ten years by Paul Zane Pilzer (Video Plus, 1999). The Sunday New York Times on August 3, 2003 referred to Pilzer as "the Reagan administration economist turned wellness guru."[12]
- The Wellness Revolution – How to Make a Fortune in the Next Trillion Dollar Industry by Paul Zane Pilzer (Wiley Press, 2002). Published in 25 languages including special editions in Hebrew[46] and Chinese.[47] Pilzer received an Honorary Doctorate in Public Service for writing this book.[48]
- The Fountain of Wealth by Paul Zane Pilzer (Nightingale Conant, 2003). Explains the Six Laws of Economic Alchemy.
- The New Health Insurance Solution – How to Get Cheaper, Better Coverage without a Traditional Employer Plan by Paul Zane Pilzer (Wiley Press, 2005, 2007). This book explains how individuals can now get affordable health insurance independent of their employer. This book has been reported on television by CNN, PBS, and Pat Robertson’s Christian Broadcasting Network.[49][50][51]
- The Next Millionaires by Paul Zane Pilzer (Momentum Media, 2006). Explains why the number of U.S. millionaires doubled in the 1990s and how ordinary people can become one of them.
- The New Wellness Revolution - How to Make a Fortune in the Next Trillion Dollar Industry by Paul Zane Pilzer (Wiley Press, 2007). Identifies the newly emerging wellness business and update to The Wellness Revolution (Wiley Press, 2002).
- The Entrepreneurial Challenge - Why This Is The Best Time To Start a New Business, and How To Find The Right Business For You by Paul Zane Pilzer (Nightingale Conant, 2010).
- The End of Employer Provided Health Insurance by Paul Zane Pilzer and Rick Lindquist (Wiley Press, 2014). Explains why U.S. employers and employees should change from group health insurance to defined contribution individual health insurance purchased on state-managed exchanges.